# Robert Paquette
Robert Paquette (Sudbury, 2 juillet 1949) est un animateur et compositeur franco-ontarien.

## Biographie
De 1959 à 1964, il étudie en Belgique et en Allemagne. 
En 1965, il commence à composer avec le groupe Les Zodiacs. Pour la troupe du Collège Sacré-Cœur de Sudbury, il est comédien pendant quatre ans.
En 1967, avec le groupe Les Chat-Uteurs, il fait sa première apparition à la télévision de Radio-Canada.
En 1970, il écrit des chansons pour la pièce Moi j'viens du Nord, 'stie d'André Paiement.
Il a fait 16 albums solo et 3 autres albums duo, compilations francophones...

## Animation
- La Nuit sur L'Étang diffusé en 1974 sur la chaîne TVOntario.
- Ça me dit chaud